# Avolsheim
Avolsheim je občina v departmaju Bas-Rhin francoske regije Alzacija.
Leta 2008 je v občini živelo 752 oseb oz. 411 oseb/km².